# فيدار باور
فيدار باور (بالنرويجية البوكمول: Vidar Bauer)‏ هو مدرب كرة يد نرويجي، ولد في 19 سبتمبر 1954.

## وصلات خارجية
- فيدار باور على موقع الاتحاد النرويجي لكرة اليد (النرويجية)